# 太田啓子
太田 啓子（おおた けいこ）は、日本の弁護士。神奈川県弁護士会所属。湘南合同法律事務所所属。「フェミニスト弁護士」と形容されることもある。

## 活動
主な取り扱い領域は労働問題、離婚、セクシャルハラスメント、遺産相続問題など。自由法曹団神奈川支部員。青年法律家協会神奈川支部員。明日の自由を守る若手弁護士の会会員。男女共同参画推進連携会議議員（平成19年、20年）、日本弁護士連合会両性の平等に関する委員会委員。
ジェンダーと教育・子育てに関する著書「これからの男の子たちへ　『男らしさ』から自由になるためのレッスン」（大月書店　2000年）は増刷を重ね、多くのメディアで紹介され、韓国、台湾、タイでも翻訳された。台湾では大手書評サイトopenbookにおいて2022年の「年度生活書」賞を受賞した

## 略歴
中学受験をしたが中1の1学期だけ通い、父親の仕事の都合でニューヨークへ。2年半ほどNYで過ごし、日本人学校に通う。高校受験時に帰国し、寮のある国際基督教大学高等学校に進学して卒業。国際基督教大学卒業。高校時代から痴漢やセクハラに悩み、立場の強弱を背景とした性暴力への怒りを胸に法曹界へ。2002年に弁護士会登録。
2人の男児の母、離婚しておりシングルマザー。

## 主張
- アニメ等のコンテンツを巡る萌え絵批判や性的搾取の問題を指摘している。

- トランスジェンダーを犯罪者と同様に扱う偏見が広まっているとして、差別を助長しないよう配慮を促している[16][17]。
- 一般社団法人Colaboが暇空茜に対して訴訟を起こした際、Colabo弁護団の一員として名を連ね、「（デマ拡散を）エスカレートさせている側の問題点も指摘していきたい」と述べた[18]。

## DAYSJAPAN検証委員会
- 広河隆一の性加害事件の検証員会の委員の一人であった。検証委員会発足から１ヶ月でDAYSJAPANの最終号が発行され、これには中間報告としてごく短期間の所感のみ掲載され、更に調査して最終報告を公表する予定であると記載された。同検証記事はあくまで中間報告であると明記されていたにもかかわらず、当初はデイズ社への不信感が検証委員会にまで及び、「広河の発言ばかりで、被害者の証言が少なく、被害者の方を向いていない」「リサーチ不足である」との批判を受けたものの、その後の調査を経て2019年12月に公表された検証報告は、複数の関係者の聴き取りを行い、広河氏の行為を「肩書を濫用し悪質」と明言する詳細なものであった[19]https://www.buzzfeed.com/jp/akikokobayashi/dayshoukokusyo1

## 出演

### テレビ
- 朝まで生テレビ（2016年2月26日、テレビ朝日）[20]
- ハートネットTV（2018年6月7日、NHK Eテレ）[21]

### ラジオ
- STEP ONE（2018年5月14日、J-WAVE）[22]
- 後藤正文（ASIAN KUNG-FU GENERATION）「LIFE UPDATE」「「男らしさ」「女らしさ」は必要なの？　ジェンダー論に詳しい弁護士の太田啓子さんをお迎えし、ジェンダーギャップについて話を伺います」[23]

### youtube
弁護士三輪記子のYouTubeチャンネル「#虎に翼 について語りたい弁護士の会 #6 【ゆるく語る憲法】 ずっとお会いしたかった弁護士の太田啓子さんがゲストです！「人は変わることができるのか？！」を中心に…(ドラマ5週目まで)」

## 著書
- 『これでわかった！超訳　特定秘密保護法』（岩波書店、2014年6月）共著
- 『憲法カフェへようこそ』（かもがわ出版）共著
- 『イマドキ家族のリアルと未来』（かもがわ出版）共著
- 『日本のフェミニズムsince1886』（河出書房　2017年）コラム執筆
- 『これからの男の子たちへ 「男らしさ」から自由になるためのレッスン』（大月書店、2020年8月）ISBN 978-4272350476
- 『いばらの道の男の子たちへ ジェンダーレス時代の男の子育児論 』（光文社、2024年6月）共著 ISBN 978-4334103347
- 『100年先の憲法へ　『虎に翼』が教えてくれたこと』（太郎次郎社エディタス、2025年4月）ISBN 978-4-8118-0872-7